# Sydower Fließ

Sydower Fließ est une commune de l'arrondissement de Barnim, dans le Land de Brandebourg, en Allemagne. Sa population s'élève à 863 habitants en 2013.

## Personnalités liées à la ville
- Friedrich Wilhelm von Götzen l'Ancien (1734-1794), militaire né à Grünthal.